# Нові Острови (гміна)
Гміна Нові Острови (пол. Gmina Nowe Ostrowy) — сільська гміна у центральній Польщі. Належить до Кутновського повіту Лодзинського воєводства.
Станом на 31 грудня 2011 у гміні проживало 3716 осіб.

## Площа
Згідно з даними за 2007 рік площа гміни становила 71.56 км², у тому числі:
- орні землі: 74.00%
- ліси: 12.00%

Таким чином, площа гміни становить 8.07% площі повіту.

## Населення
Станом на 31 грудня 2011:
| Опис     | Загалом | Загалом | Чоловіки | Чоловіки | Жінки | Жінки |
| -------- | ------- | ------- | -------- | -------- | ----- | ----- |
| одиниця  | осіб    | %       | осіб     | %        | осіб  | %     |
| все      | 3716    | 100     | 1809     | 48.68    | 1907  | 51.32 |
| міське   | 0       | 100     | 0        |          | 0     |       |
| сільське | 3716    | 100     | 1809     | 48.68    | 1907  | 51.32 |

## Сусідні гміни
Гміна Нові Острови межує з такими гмінами: Домбровіце, Кросневіце, Кутно, Ланента, Любень-Куявський.